# Weranika Tscharkassawa
Weranika Tscharkassawa (* 12. Januar 1959 in Minsk, heute Belarus; † 20. Oktober 2004 ebenda) war eine oppositionelle belarussische Journalistin.
Weranika Tscharkassawa arbeitete für verschiedene oppositionelle Zeitungen, in den 1980er Jahren für die BDG, 1995–2003 für die Belorusskaya Gazeta und zuletzt 2003–2004 für Salidarnaść (‚Solidarität‘).
Sie war im Journalismus speziell mit Nachforschungen tätig und schrieb über soziale Angelegenheiten, einschließlich Themen über religiöse Sekten und Romagemeinschaften in Belarus. Aber ebenso veröffentlichte sie mehrere Artikel über illegalen Waffenhandel zwischen Aljaksandr Lukaschenkas Belarus und Saddam Husseins Irak.
Tscharkassawa wurde am 20. Oktober 2004 mit etwa zwanzig Messerstichen ermordet. Ein Täter wurde nicht entdeckt. Die offizielle Nachforschung wurde im Dezember 2005 eingestellt, im Februar 2006 wieder aufgenommen und am 14. März 2006 wieder beendet, da dringend Tatverdächtige angeblich nicht zu ermitteln waren.